# Rode Heath
Rode Heath – wieś w Anglii, w hrabstwie ceremonialnym Cheshire, w dystrykcie (unitary authority) Cheshire East. Leży 42 km na wschód od miasta Chester i 232 km na północny zachód od Londynu. W 2001 miejscowość liczyła 2150 mieszkańców.